# ヨーロッパ・プレス
ヨーロッパ・プレス（Europa Press）は、スペイン・マドリードに本社を置く民間通信社。新聞・テレビ・ラジオ・その他のデジタルメディアにニュースを配信している。すべての自治州に拠点を置き、すべての県都に特派員を配置している。

## 歴史

### 創設
1953年にジャーナリスト兼著作家のトルクアト・ルカ・デ・テナ・ブルネによってアヘンシア・ヨーロッパ（Agencia Europa）として設立された。1958年には社名がアヘンシア・ヨーロッパ・プレス（Agencia Europa Press）に変更されて今日に至っている。1963年にはアントニオ・イエーロ・ロサーダが取締役に就任し、その後の数年間で大きく成長した。フランコ体制下の1960年代後半にはマヌエル・フラガ・イリバルネ情報観光大臣などから政治的圧力をかけられた。

### 民主化後
1975年11月にはフランシスコ・フランコの死をスクープし、また1976年7月にはアドルフォ・スアレスの首相指名をスクープするなど、この時代には大きな成功を収めた。1990年代にはすべての自治州に拠点を置き、すべての主要都市に特派員を配置した。カタルーニャ語、バスク語、バレンシア語、ガリシア語でのサービスも開始した。